# Landkreis Neustadt am Rübenberge
Der Landkreis Neustadt am Rübenberge war bis 1974 ein Landkreis im Regierungsbezirk Hannover in Niedersachsen.

## Geographie
Der Landkreis grenzte Anfang 1974 im Uhrzeigersinn im Norden beginnend an die Landkreise Fallingbostel, Burgdorf, Hannover, Grafschaft Schaumburg, Schaumburg-Lippe und Nienburg/Weser. Er umfasste die heutigen Städte
- Garbsen (ohne den Ortsteil Heitlingen)
- Neustadt am Rübenberge
- Wunstorf (ohne die Ortsteile Großenheidorn, Idensermoor, Niengraben und Steinhude, alle früher zum Landkreis Schaumburg-Lippe gehörend)

sowie Dedensen (heute Ortsteil von Seelze), Lichtenhorst (heute Ortsteil von Steimbke) und Rodewald (heute Mitglied der Samtgemeinde Steimbke).

## Geschichte
| Lage des Kreises Neustadt am Rübenberge in der Provinz Hannover (1905) | Lage des Kreises Neustadt am Rübenberge in der Provinz Hannover (1905) |
| ---------------------------------------------------------------------- | ---------------------------------------------------------------------- |
|                                                                        |                                                                        |

Der Kreis Neustadt am Rübenberge wurde am 1. April 1885 bei der Bildung von Landkreisen in der preußischen Provinz Hannover aus der Stadt und dem Amt Neustadt sowie den selbstständigen Städten Neustadt und Wunstorf gebildet.
Am 1. März 1974 wurde der Landkreis Neustadt am Rübenberge, der zuletzt noch 54 Städte und Gemeinden umfasste, im Rahmen der Gebietsreform in Niedersachsen aufgelöst. Der größte Teil seines Gebiets wurde dem Landkreis Hannover (heute Region Hannover) zugeordnet. Lediglich die Gemeinden Lichtenhorst und Rodewald wurden dem Landkreis Nienburg/Weser zugeteilt.

## Einwohnerentwicklung
| Einwohner | 28.300  | 28.599  | 30.552  | 33.591  | 34.300 | 35.389 | 35.143  | 38.554  |         |         |
| Jahr      |         |         |         |         | 1944   | 1945   | 1946    | 1947    | 1948    |         |
| Einwohner |         |         |         |         | 38.554 | 56.038 | 69.036  | 73.187  | 73.841  |         |
| Jahr      | 1950    | 1951    | 1952    | 1953    |        | 1955   | 1956    | 1957    | 1958    | 1959    |
| Einwohner | 72.617  | 70.600  | 69.500  | 68.700  |        | 67.900 | 67.600  | 68.600  | 69.900  | 71.300  |
| Jahr      | 1960    | 1961    | 1962    | 1963    | 1964   | 1965   | 1966    | 1967    | 1968    | 1969    |
| Einwohner | 73.300  | 75.651  | 78.800  | 82.100  | 89.166 | 93.800 | 107.100 | 113.200 | 116.300 | 121.300 |
| Jahr      | 1970    | 1971    | 1972    | 1973    |        |        |         |         |         |         |
| Einwohner | 118.595 | 123.329 | 125.600 | 126.237 |        |        |         |         |         |         |

Nachfolgend wird die Einwohnerentwicklung grafisch dargestellt.

## Politik

### Landräte
- 1. April 1884–30. Juni 1888: Otto von Schwarzkopf (1839–1888)
- 1. Juli 1889–31. März 1923: Wilhelm Dewitz von Woyna (1857–1930)
- 1. April 1923–11. Oktober 1933: Georg Lichtenberg
- 12. Oktober 1934–8. Mai 1945: Hanns Specht (1888–1985)
- 3. Dezember 1945–3. November 1947: Ernst Lisker (SPD)
- 4. November 1947–20. Dezember 1948: Karl Behrmann (DP)
- 21. Dezember 1948–10. Januar 1955: Wilhelm Dannenberg (DP)
- 11. Januar 1955–26. Januar 1956: Albert Hahne (DP)
- 27. Januar 1956–26. November 1956: Franz Rathmann (SPD)
- 27. November 1956–15. November 1972: Friedrich Meyer (SPD) (1910–1975)
- seit 16. November 1972: Alfred Semsroth (SPD) (1929–1998)[24]

### Oberkreisdirektoren
- Mai 1945–Oktober 1947: Raake (Gewerkschaftssekretär)
- Oktober 1947–31. Mai 1948: Scharnhorst (Kreisfinanzdirektor)
- 1. Juni 1948–31. Dezember 1963: Homann (Ministerialrat)
- 1. Januar 1964–31. Juli 1971: Hans Meier (Regierungsdirektor)[25]
- seit 1. August 1971: Wolfgang Kunze (Kreisdirektor)[26]

### Wappen
Der Entwurf des Kommunalwappens vom Landkreis Neustadt am Rübenberge stammt von dem Heraldiker und Wappenmaler Gustav Völker, der zahlreiche Wappen in der Region Hannover erschaffen hat. Die Genehmigung des Wappens wurde durch das Preußische Staatsministerium am 27. Juli 1934 erteilt.
| Wappen von Landkreis Neustadt am Rübenberge | Blasonierung: „Gespalten, vorne in Blau und Rot geteilt, darauf ein silberner Löwe mit goldener Bewehrung, hinten in Blau ein aufgerichtetes silbernes Horn.“ |
| Wappen von Landkreis Neustadt am Rübenberge | Wappenbegründung: Die vordere Schildhälfte bezeichnet die Grafschaft Wunstorf, die hintere die Grafschaft Wölpe. Im Wappen der Grafen von Wunstorf war ein silberner Löwe. Diese Grafschaft bestand aus den späteren Ämtern Ricklingen und Blumenau. Ricklingen wurde 1333, Blumenau 1446 welfisch. Im Wappen der Grafen von Wölpe waren silberne Büffelhörner auf blauem Grunde. Diese Grafschaft umfasste aller Wahrscheinlichkeit nach die späteren Ämter Wölpe und Neustadt und den größten Teil des Amtes Rehburg. Neustadt ist eine Stadtgründung des Grafen Bernhard II. von Wölpe. Das Kloster Mariensee ist eine Wölpesche Familienstiftung aus dem Jahre 1215. Das Grafengeschlecht Wölpe starb schon 1301 aus, 1302 kam die Grafschaft an das Fürstentum Calenberg. |

## Gemeinden
Die folgende Tabelle listet alle Gemeinden, die dem Landkreis Neustadt am Rübenberge angehörten, mit ihrer Einwohnerzahl von 1961 sowie alle Eingemeindungen:
| Gemeinde                      | Ew. 1961 | eingemeindet nach        | Datum der Eingemeindung | Anmerkung                         |
| ----------------------------- | -------- | ------------------------ | ----------------------- | --------------------------------- |
| Amedorf                       | 207      | Neustadt am Rübenberge   | 1. März 1974            |                                   |
| Averhoy                       | 94       | Neustadt am Rübenberge   | 1. März 1974            |                                   |
| Basse                         | 481      | Neustadt am Rübenberge   | 1. März 1974            |                                   |
| Berenbostel                   | 4.312    | Garbsen                  | 1. März 1974            |                                   |
| Bevensen                      | 209      | Neustadt am Rübenberge   | 1. März 1974            |                                   |
| Blumenau                      | 615      | Wunstorf                 | 1. März 1974            |                                   |
| Bokeloh                       | 2.372    | Wunstorf                 | 1. März 1974            |                                   |
| Bordenau                      | 1.288    | Neustadt am Rübenberge   | 1. März 1974            |                                   |
| Borstel                       | 708      | Neustadt am Rübenberge   | 1. März 1974            |                                   |
| Brase                         | 147      | Neustadt am Rübenberge   | 1. März 1974            |                                   |
| Büren                         | 254      | Neustadt am Rübenberge   | 1. März 1974            |                                   |
| Dedensen                      | 1.030    | Seelze                   | 1. März 1974            |                                   |
| Dinstorf                      |          | Brase                    | 1928                    |                                   |
| Dudensen                      | 518      | Neustadt am Rübenberge   | 1. März 1974            |                                   |
| Eilvese                       | 1.205    | Neustadt am Rübenberge   | 1. März 1974            |                                   |
| Empede                        | 460      | Neustadt am Rübenberge   | 1. März 1974            |                                   |
| Esperke                       | 633      | Neustadt am Rübenberge   | 1. März 1974            |                                   |
| Evensen                       | 177      | Neustadt am Rübenberge   | 1. März 1974            |                                   |
| Frielingen                    | 662      | Garbsen                  | 1. März 1974            |                                   |
| Garbsen, Stadt                | 3.860    |                          |                         | am 1. März 1974 zum Lkr. Hannover |
| Hagen                         | 854      | Neustadt am Rübenberge   | 1. März 1974            |                                   |
| Havelse                       | 4.285    | Garbsen                  | 1. Januar 1967          |                                   |
| Helstorf                      | 550      | Neustadt am Rübenberge   | 1. März 1974            |                                   |
| Horst                         | 654      | Garbsen                  | 1. März 1974            |                                   |
| Idensen                       | 580      | Wunstorf                 | 1. März 1974            |                                   |
| Klein Heidorn                 | 2.273    | Wunstorf                 | 1. März 1974            |                                   |
| Kolenfeld                     | 1.999    | Wunstorf                 | 1. März 1974            |                                   |
| Kronsbostel                   |          | Bokeloh                  | 1928                    |                                   |
| Laderholz                     | 342      | Neustadt am Rübenberge   | 1. März 1974            |                                   |
| Lichtenhorst                  | 492      | Steimbke (Lkr. Nienburg) | 1. März 1974            |                                   |
| Luthe                         | 2.521    | Wunstorf                 | 1. März 1974            |                                   |
| Lutter                        | 251      | Neustadt am Rübenberge   | 1. März 1974            |                                   |
| Luttmersen                    | 76       | Neustadt am Rübenberge   | 1. März 1974            |                                   |
| Mandelsloh                    | 874      | Neustadt am Rübenberge   | 1. März 1974            | gegründet am 1. April 1959        |
| Mandelsloh in der Wiek        |          | Mandelsloh               | 1. April 1959           |                                   |
| Mandelsloh über dem See       |          | Mandelsloh               | 1. April 1959           |                                   |
| Mardorf                       | 918      | Neustadt am Rübenberge   | 1. März 1974            |                                   |
| Mariensee                     | 893      | Neustadt am Rübenberge   | 1. März 1974            |                                   |
| Mesmerode                     | 701      | Wunstorf                 | 1. März 1974            |                                   |
| Metel                         | 264      | Neustadt am Rübenberge   | 1. März 1974            |                                   |
| Meyenfeld                     | 744      | Garbsen                  | 1. März 1974            |                                   |
| Moordorf                      |          | Poggenhagen              | 1928                    |                                   |
| Neustadt am Rübenberge, Stadt | 9.122    |                          |                         | am 1. März 1974 zum Lkr. Hannover |
| Niedernstöcken                | 562      | Neustadt am Rübenberge   | 1. März 1974            |                                   |
| Nöpke                         | 562      | Neustadt am Rübenberge   | 1. März 1974            |                                   |
| Osterwald, Oberende           | 1.456    | Garbsen                  | 1. März 1974            |                                   |
| Osterwald, Unterende          | 1.290    | Garbsen                  | 1. März 1974            |                                   |
| Otternhagen                   | 932      | Neustadt am Rübenberge   | 1. März 1974            |                                   |
| Poggenhagen                   | 1.554    | Neustadt am Rübenberge   | 1. März 1974            |                                   |
| Rodewald                      |          |                          |                         | am 1. März 1974 zum Lkr. Nienburg |
| Rodewald mittlere Bauerschaft | 687      | Rodewald                 | 1. April 1969           |                                   |
| Rodewald obere Bauerschaft    | 990      | Rodewald                 | 1. April 1969           |                                   |
| Rodewald untere Bauerschaft   | 995      | Rodewald                 | 1. April 1969           |                                   |
| Scharrel                      | 411      | Neustadt am Rübenberge   | 1. März 1974            |                                   |
| Schloß Ricklingen             | 1.199    | Garbsen                  | 1. März 1974            |                                   |
| Schneeren                     | 1.132    | Neustadt am Rübenberge   | 1. März 1974            |                                   |
| Stelingen                     | 728      | Garbsen                  | 1. März 1974            |                                   |
| Stöckendrebber                | 295      | Neustadt am Rübenberge   | 1. März 1974            |                                   |
| Suttorf                       | 611      | Neustadt am Rübenberge   | 1. März 1974            |                                   |
| Vesbeck                       | 337      | Neustadt am Rübenberge   | 1. März 1974            |                                   |
| Warmeloh                      |          | Esperke                  | 1928                    |                                   |
| Welze                         | 216      | Neustadt am Rübenberge   | 1. März 1974            |                                   |
| Wulfelade                     | 408      | Neustadt am Rübenberge   | 1. März 1974            |                                   |
| Wunstorf, Stadt               | 13.688   |                          |                         | am 1. März 1974 zum Lkr. Hannover |

## Kfz-Kennzeichen
Am 1. Juli 1956 wurde dem Landkreis bei der Einführung der bis heute gültigen Kfz-Kennzeichen das Unterscheidungszeichen NRÜ zugewiesen. Es wurde bis zum 28. Februar 1974 ausgegeben. Vereinzelt ist dieses auch heute noch (2010) an Fahrzeugen zu finden, die vor der Gebietsreform für den Straßenverkehr zugelassen wurden. Hierbei handelt es sich dann oft um land- oder forstwirtschaftlich genutzte Fahrzeuge und Anhänger und einige wenige PKW.